# Gàbia de Faraday
|  | No s'ha de confondre amb Gàbia. |

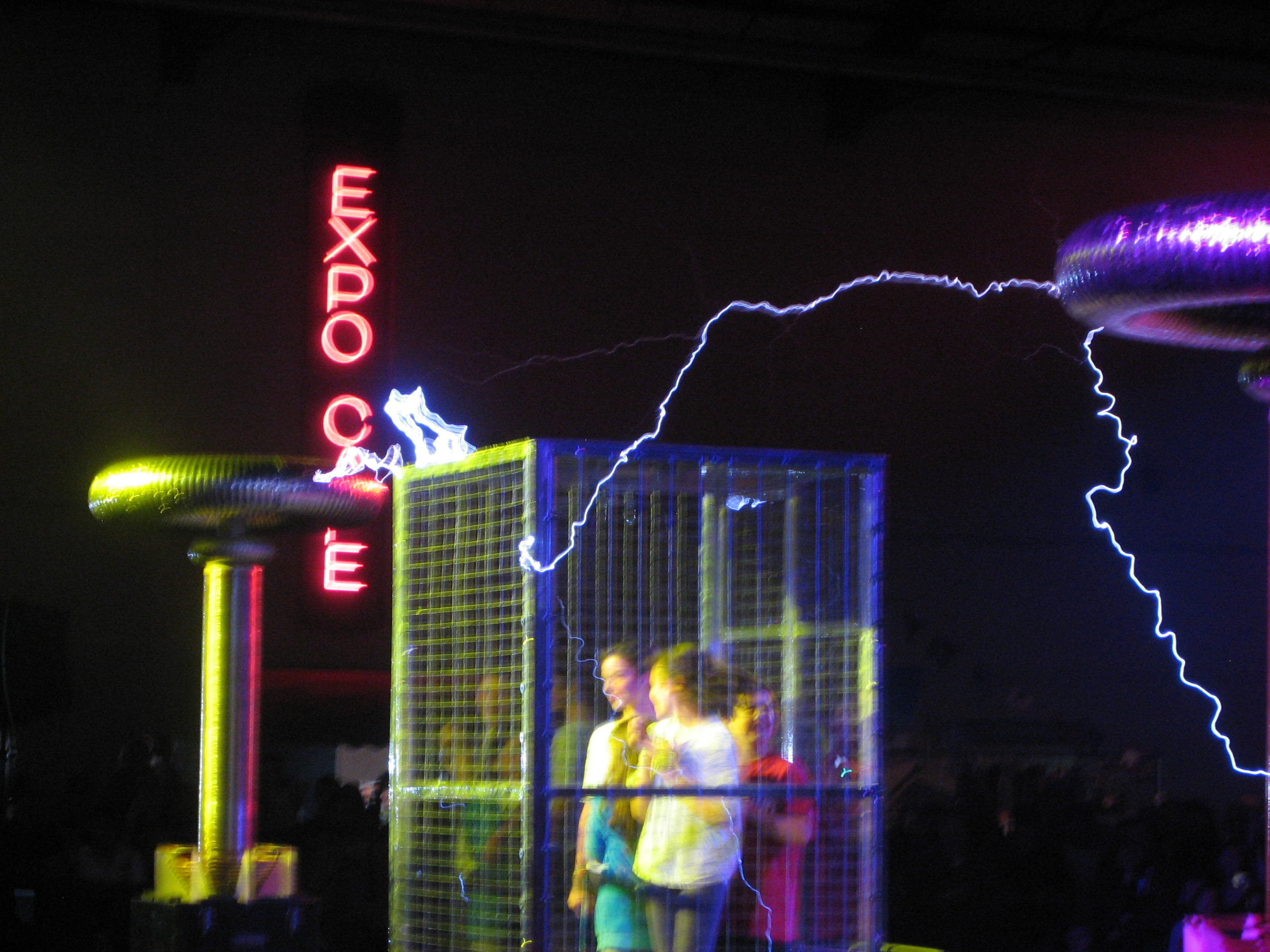
Demostració del funcionament de la gàbia de Faraday

Una gàbia de Faraday és qualsevol recinte recobert de material conductor, o una malla o xarxa d'aquest material. La presència del material conductor provoca que el camp electromagnètic a l'interior del recinte sigui en equilibri, sigui nul, anul·lant l'efecte dels camps externs. El nom fa referència al seu descobridor, el físic i químic anglès Michael Faraday, que en va construir una el 1836.
Aquest fenomen té una important aplicació en la protecció d'equips electrònics delicats contra descàrregues electroestàtiques o en el cas dels repetidors de ràdio i televisió situats en cims de muntanyes que són exposats a les variacions electromagnètiques causades per les tempestes o els mateixos llamps.
El fenomen es posa de manifest en diverses situacions, per exemple el mal funcionament d'aparells electrònics en l'interior d'un ascensor o un edifici amb estructura de reixeta metàl·lica. Una manera de comprovar aquest efecte és amb una ràdio sintonitzada en una emissora d'ona mitjana. Si la cobrim amb un diari, funciona amb normalitat però, si es recobreix amb paper d'alumini no funcionarà correctament.
A gran escala, les gàbies de Faraday també blinden l'interior de les radiacions electromagnètiques si el conductor és prou gruixut i qualsevol forat és més petit que la longitud d'ona de la radiació. El principi de la gàbia de Faraday permet disposar de cambres lliures d'interferències electromagnètiques, necessàries per portar a terme certs procediments de test de components electrònics.

## Funcionament
El funcionament de la gàbia de Faraday es basa en les propietats d'un conductor en equilibri electroestàtic. Quan la caixa metàl·lica es col·loca en presència d'un camp elèctric extern, les càrregues positives es queden en les posicions de la xarxa; els electrons, tot i que en un metall són lliures, es mouen en sentit contrari al camp elèctric i, encara que la càrrega total del conductor és zero, un dels cantons de la caixa (en el que s'acumulen els electrons) es queda amb un excés de càrrega negativa, mentre que l'altre costat es queda sense electrons (càrrega positiva).

## Història
El 1836 Michael Faraday va observar que a un conductor la càrrega només és present a la part exterior i no afecta allò que pugui haver-hi al seu interior. Per demostrar-ho va construir una cambra folrada amb paper metàl·lic i un generador electroestàtic per provocar descàrregues d'alt voltatge a l'exterior de la cambra. A l'interior de la cambra va posar-hi un electroscopi per comprovar que no hi havia cap càrrega elèctrica a dins.
El fenomen havia estat predit abans per Giovanni Battista Beccaria (1716 – 1781) a la Universitat de Torí, un estudiant de Benjamin Franklin que va establir que l'electricitat va per la superfície dels cossos sense difondre's per la seva substància interior. Més tard, el físic belga Louis Melsens (1814 – 1886) va aplicar el principi als parallamps. Un altre científic que va investigar el fenomen va ser Carl Friedrich Gauß (vegeu: superfície gaussiana).